# ممدوح الشيخ
ممدوح محمود محمد الشيخ علي كاتب ومفكر مصري، ومدير المركز الدولي للدراسات والاستشارات بمصر، ولد في الرابع عشر من شهر أغسطس عام 1967م بالقاهرة.

## من مؤلفاته
- دراسات في الظاهرة الدينية
  - المسلمون ومؤامرات الإبادة – مكتبة مدبولي الصغير – مصر – 1994.
  - الإسلاميون والعلمانيون من الحوار إلى الحرب /الطبعة الأولى – دار البيارق – الأردن 1999.
  - البابا شنودة والقدس: الحقيقي والمعلن خلود للنشر – مصر – 2000.
  - الشعراوي والكنيسة: ماذا قال الأنبا للشيخ؟
  - الجماعات الإسلامية المصرية المتشددة في آتون 11 سبتمبر: مفارقات النشأة ومجازفات التحول – مكتبة مدبولي – مصر – 2005.
  - الإسلام في مرمى نيران العلمانية الفرنسية: ما وراء الحرب الأوروبية على الحجاب والنقاب– مكتبة بيروت – مصر/ سلطنة عمان – 2010.
  - طارق البشري: القاضي.. المؤرخ.. المفكر.. وداعية الإصلاح – الطبعة الأولى 2011.
  - عبد الوهاب المسيري: من المادية إلى الإنسانية الإسلامية –لبنان– الطبعة الأولى 2008.
  - مراجعات الإسلاميين (الجزء الأول) – تأليف بالاشتراك – ديسمبر 2009.
  - السلفيون من الظل إلى قلب المشهد– دار أخبار اليوم – مصر – 2012.
- مؤلفات إبداعية منشورة
  - نـقـوش على قبور الشهداء (ديوان شعر).– الطبعة الأولى 1996.
  - عاصمة للبيع (مسرحية).

دائرة الثقافة والإعلام بإمارة الشارقة – دولة الإمارات – 2000.
- - الحلم المسروق (ديوان شعر بالعامية).

مركز يافا للدراسات والأبحاث – مصر – 2003.
- - الندى والموت (ديوان شعر).

مركز يافا للدراسات والأبحاث – مصر – 2003.
- - القاهرة.. بيروت.. باريس (رواية) الدار العربية للعلوم – بيروت – 2006.
  - أهي القدس؟ - ديوان شعر – مكتبة بيروت – سلطنة عمان – 2009.
  - الممر –رواية – مكتبة بيروت – سلطنة عمان – 2009.
- مؤلفات أخرى منشورة
  - أشهر الأحلام في التاريخ مكتبة ابن سينا – مصر – 1993.
  - التنبؤات والأحلام من الخرافة إلى العلم دار التضامن – لبنان – 1996.
  - ثقافة قبول الآخر– مكتبة الإيمان – مصر – مكتبة جزيرة الورد – مصر –2007.
  - مدخل إلى عالم الظواهر الخارقة– مكتبة بيروت – سلطنة عمان – شركة دلتا – مصر –2007.
  - التجسس التكنولوجي: سرقة الأسرار الاقتصادية والتقنية (دراسة في المجتمع ما بعد الصناعي)– مكتبة بيروت – سلطنة عمان – شركة دلتا – مصر –2007.
  - ثقافة السلام– دار ومكتبة الغد – مصر –2009.
- تأليف بالاشتراك
  - إيران – مصر: مقاربات مستقبلية – (تأليف بالاشتراك) – تحرير: توفيق شومان – مركز الحضارة لتنمية الفكر الإسلامي – بيروت – سلسلة الدراسات الإيرانية/ العربية – رقم 1– الطبعة الأولى –2009.
  - يوميات الثورة المصرية – (تأليف بالاشتراك) – مركز الجزيرة للدراسات – قطر –2011.
  - الحركات الإسلامية في الوطن العربي – (تأليف بالاشتراك) – إشراف: الدكتور عبد الغني عماد – مركز دراسات الوحدة العربية – بيروت – 2013.
  - السعوديون الشيعة: الفكرة والإشكاليات – مركز صناعة الفكر – السعودية – 2015.
  - المجتمع المدني السعودي: الملامح والأدوار – مركز صناعة الفكر – السعودية – 2016.
- أعمال حققها
  - ديوان أمير الشعراء أحمد شوقي (الشوقيات) – تحقيق – مكتبة الإيمان – مصر – مكتبة جزيرة الورد – مصر –2007.
  - ديوان الشاعر حافظ إبراهيم – (تحقيق) – مكتبة الإيمان – مصر – مكتبة جزيرة الورد – مصر - 2009.
- أعمال أعدها للنشر أو حررها

اكتشف وأعاد نشر رواية: «اعترافات حافظ نجيب: مغامرات جريئة مدهشة وقعت في نصف قرن» للمغامر المصري حافظ نجيب، وهي الرواية التي اقتبس عنها المسلسل التلفزيوني المصري الشهير «فارس بلا جواد». وقد قدم لها وألحق بها دراسة عن حياة مؤلفها.
- - اعترافات حافظ نجيب: مغامرات جريئة مدهشة وقعت في نصف قرن (إعداد للنشر).

الطبعة الأولى – 1996 – دار الحسام – لبنان – مصر.
الطبعة الثانية – دار الانتشار العربي – بيروت – 2003.
- - حرر (بالاشتراك) موسوعة «اليهود واليهودية والصهيونية» – 8 مجلدات – لمؤلفها المفكر العربي الإسلامي المرموق الدكتور عبد الوهاب المسيري – دار الشروق – مصر – 1998.
  - حرر (بالاشتراك) موسوعة «اليهود واليهودية والصهيونية» – لمؤلفها المفكر العربي الإسلامي المرموق الدكتور عبد الوهاب المسيري – نسخة ميسرة ومختصرة (مجلدان) – دار الشروق بمصر بالاشتراك مع مركز زايد للتنسيق والمتابعة بدولة الإمارات – 2004.
  - القمة الأمريكية السعودية الأولى: القمة السرية بين الملك عبد العزيز ابن سعود والرئيس روزفلت (البحيرات المرة –1945) – (تقديم وتحرير ودراسة) – بقلم: الكولونيل: وليم إيدي (أول وزير أمريكي مفوض بالسعودية) – ترجمة: حسن الجزار – مكتبة بيروت – سلطنة عمان – شركة دلتا – مصر –2008.
  - دع القلق وابدأ الحياة – تأليف: ديل كارنيجي – إعداد وتقديم ودراسة – دار الحرم للتراث – مصر –2009.
  - كيف تكسب الأصدقاء وتؤثر في الناس – تأليف: ديل كارنيجي – إعداد وتقديم ودراسة – دار الحرم للتراث – مصر –2009.
  - تربية المرأة والحجاب (ردا على قاسم أمين) – تأليف: محمد طلعت حرب (باشا) – إعداد وتقديم ودراسة – دار الغد للنشر – مصر –2009.
  - الليبرالية في السعودية: الفكرة.. الممارسة.. الرؤى المستقبلية – مركز صناعة الفكر – السعودية – 2013.}}

أولاً: ترجمات في معاجم وموسوعات
** ترجمة في الطبعة الأولى من: «معجم البابطين للشعراء العرب المعاصرين». (مؤسسة البابطين – الكويت).
- - ترجمة في الطبعة الأولى من: «معجم أدباء مصر» (الهيئة العامة لقصور الثقافة – مصر).
  - ترجمة في الطبعة الأولى من: «الموسوعة الكبرى للشعراء العرب المعاصرين: 1956 – 2006» – إعداد وتقديم: فاطمة بوهراكة – المغرب –2009– برعاية الشيخة أسماء بنت صقر القاسمي.
  - ترجمة في الطبعة الأولى من: «معجم الأدباء: من العصر الجاهلي حتى سنة 2002» – كامل سليمان الجبوري – دار الكتب العلمية – بيروت –الطبعة الأولى –2002–1424 هــجرية.

مؤلفاته:
دراسات في الظاهرة الدينية
- - المسلمون ومؤامرات الإبادة– مكتبة مدبولي الصغير – مصر – 1994.

** الإسلاميون والعلمانيون من الحوار إلى الحرب         
الطبعة الأولى – دار البيارق – الأردن – 1999.
الطبعة الثانية – مؤسسة حمادة للدراسات الجامعية والنشر والتوزيع – الأردن.
** البابا شنودة والقدس: الحقيقي والمعلن          خلود للنشر – مصر – 2000.
** الشعراوي والكنيسة: ماذا قال الأنبا للشيخ؟           
** الجماعات الإسلامية المصرية المتشددة في آتون 11 سبتمبر: مفارقات النشأة ومجازفات التحول – مكتبة مدبولي – مصر – 2005.
** الإسلام في مرمى نيران العلمانية الفرنسية: ما وراء الحرب الأوروبية على الحجاب والنقاب– مكتبة بيروت – مصر/ سلطنة عمان –2010.
** طارق البشري: القاضي.. المؤرخ.. المفكر.. وداعية الإصلاح – سلسلة أعلام الفكر والإصلاح في العالم الإسلامي – مركز الحضارة لتنمية الفكر الإسلامي – لبنان – الطبعة الأولى 2011.
         ** عبد الوهاب المسيري: من المادية إلى الإنسانية الإسلامية– سلسلة أعلام الفكر والإصلاح في العالم الإسلامي – رقم 7 – مركز الحضارة لتنمية الفكر الإسلامي – لبنان– الطبعة الأولى 2008.   
** مراجعات الإسلاميين (الجزء الأول) – تأليف بالاشتراك – مركز المسبار للدراسات والبحوث – الإمارات – سلسلة كتاب المسبار الشهري – العدد السادس والثلاثون – ديسمبر 2009.
** السلفيون من الظل إلى قلب المشهد– دار أخبار اليوم – مصر –2012.
مؤلفات إبداعية منشورة
** نـقـوش على قبور الشهداء (ديوان شعر).
مركز يافا للدراسات والأبحاث – مصر – الطبعة الأولى 1996.
** عاصمة للبيع (مسرحية).
دائرة الثقافة والإعلام بإمارة الشارقة – دولة الإمارات – 2000.
** الحلم المسروق (ديوان شعر بالعامية).
مركز يافا للدراسات والأبحاث – مصر – 2003.
** الندى والموت (ديوان شعر).
مركز يافا للدراسات والأبحاث – مصر – 2003.
** القاهرة.. بيروت.. باريس (رواية)
الدار العربية للعلوم – بيروت – 2006.
** أهي القدس؟ - ديوان شعر – مكتبة بيروت – سلطنة عمان – 2009.
** الممر –رواية – مكتبة بيروت – سلطنة عمان – 2009.
- مؤلفات أخرى منشورة
  - أشهر الأحلام في التاريخ مكتبة ابن سينا – مصر – 1993.
  - التنبؤات والأحلام من الخرافة إلى العلم دار التضامن – لبنان – 1996.
  - ثقافة قبول الآخر– مكتبة الإيمان – مصر – مكتبة جزيرة الورد – مصر –2007.
  - مدخل إلى عالم الظواهر الخارقة– مكتبة بيروت – سلطنة عمان – شركة دلتا – مصر –2007.
  - التجسس التكنولوجي: سرقة الأسرار الاقتصادية والتقنية (دراسة في المجتمع ما بعد الصناعي)– مكتبة بيروت – سلطنة عمان – شركة دلتا – مصر –2007.

** ثقافة السلام– دار ومكتبة الغد – مصر –2009.
- تأليف بالاشتراك
  - إيران – مصر: مقاربات مستقبلية – (تأليف بالاشتراك) – تحرير: توفيق شومان – مركز الحضارة لتنمية الفكر الإسلامي – بيروت – سلسلة الدراسات الإيرانية/ العربية – رقم 1– الطبعة الأولى –2009.
  - يوميات الثورة المصرية – (تأليف بالاشتراك) – مركز الجزيرة للدراسات – قطر 2011
  - الحركات الإسلامية في الوطن العربي – (تأليف بالاشتراك) – إشراف: الدكتور عبد الغني عماد – مركز دراسات الوحدة العربية – بيروت – 2013.
  - السعوديون الشيعة: الفكرة والإشكاليات – مركز صناعة الفكر – السعودية – 2015.
  - المجتمع المدني السعودي: الملامح والأدوار – مركز صناعة الفكر – السعودية – 2016.
- أعمال حققها
  - ديوان أمير الشعراء أحمد شوقي (الشوقيات) – تحقيق – مكتبة الإيمان – مصر – مكتبة جزيرة الورد – مصر –2007.
  - ديوان الشاعر حافظ إبراهيم – (تحقيق) – مكتبة الإيمان – مصر – مكتبة جزيرة الورد – مصر - 2009.
- أعمال أعدها للنشر أو حررها

اكتشف وأعاد نشر رواية: «اعترافات حافظ نجيب: مغامرات جريئة مدهشة وقعت في نصف قرن» للمغامر المصري حافظ نجيب، وهي الرواية التي اقتبس عنها المسلسل التلفزيوني المصري الشهير «فارس بلا جواد». وقد قدم لها وألحق بها دراسة عن حياة مؤلفها.
- - اعترافات حافظ نجيب: مغامرات جريئة مدهشة وقعت في نصف قرن (إعداد للنشر)./ الطبعة الأولى – 1996 – دار الحسام –  لبنان – مصر.
  -  حرر (بالاشتراك) موسوعة «اليهود واليهودية والصهيونية» – 8 مجلدات – لمؤلفها المفكر العربي الإسلامي المرموق الدكتور عبد الوهاب المسيري – دار الشروق – مصر – 1998.
  -  حرر (بالاشتراك) موسوعة «اليهود واليهودية والصهيونية» – لمؤلفها المفكر العربي الإسلامي المرموق الدكتور عبد الوهاب المسيري – نسخة ميسرة ومختصرة (مجلدان) – دار الشروق بمصر بالاشتراك مع مركز زايد للتنسيق والمتابعة بدولة الإمارات – 2004.
  - القمة الأمريكية السعودية الأولى: القمة السرية بين الملك عبد العزيز ابن سعود والرئيس روزفلت (البحيرات المرة –1945) – (تقديم وتحرير ودراسة) – بقلم: الكولونيل: وليم إيدي (أول وزير أمريكي مفوض بالسعودية) – ترجمة: حسن الجزار – مكتبة بيروت – سلطنة عمان – شركة دلتا – مصر –2008.
  - دع القلق وابدأ الحياة – تأليف: ديل كارنيجي – إعداد وتقديم ودراسة – دار الحرم للتراث – مصر –2009.
  - كيف تكسب الأصدقاء وتؤثر في الناس – تأليف: ديل كارنيجي – إعداد وتقديم ودراسة – دار الحرم للتراث – مصر –2009.
  - تربية المرأة والحجاب (ردا على قاسم أمين) – تأليف: محمد طلعت حرب (باشا) – إعداد وتقديم ودراسة – دار الغد للنشر – مصر –2009.
  - الليبرالية في السعودية: الفكرة.. الممارسة.. الرؤى المستقبلية – مركز صناعة الفكر – السعودية – 2013.